# Tratado de Benegas
El Tratado de Benegas fue un documento de armisticio firmado el 24 de noviembre de 1820 por los gobernadores de las provincias de Buenos Aires y de Santa Fe.

## Historia
Luego de la batalla de Cepeda, del 1 de febrero de 1820, el caudillo santafesino Estanislao López y el entrerriano Francisco Ramírez llegaron a Buenos Aires para exigir la disolución del gobierno nacional y el fin del centralismo porteño. La victoria permitió a los estados provinciales que formaban las Provincias Unidas del Río de la Plata separarse del gobierno central. De este modo, cada provincia asumió su autonomía.
El 20 de septiembre de 1820 fue elegido gobernador de Buenos Aires el general Martín Rodríguez, quien finalmente logró restablecer el orden en su provincia.
Rodríguez logró establecer un acuerdo de paz luego de que López aceptara la mediación de Juan Bautista Bustos, gobernador de la provincia de Córdoba, con el fin de firmar un nuevo tratado de paz con Buenos Aires.
Finalmente, Rodríguez decidió concluir la guerra contra la provincia de Santa Fe. Estanislao López aceptó los términos de las negociaciones, para lo cual tuvo que renunciar a su alianza con el caudillo chileno José Miguel Carrera.
Los representantes de las provincias de Buenos Aires, Santa Fe y Córdoba se reunieron en la estancia La Esperanza, propiedad de José Tiburcio Benegas ubicada en la actual localidad de Conesa, en San Nicolás de los Arroyos. Con este tratado, además de poner punto final a la guerra interprovincial, se convocó a un congreso en Córdoba. López pretendía que Buenos Aires le reconociera una recompensa monetaria por las pérdidas ocasionadas a su provincia en la guerra, pero Martín Rodríguez no podía comprometerse a pagarla. Juan Manuel de Rosas fue quien accedió a cumplir con esa obligación mediante la entrega de 25 mil cabezas de ganado.
Para la firma de este tratado no se había invitado a Ramírez, lo que trajo como consecuencia el posterior enfrentamiento de Santa Fe y Entre Ríos.

## Artículos del Tratado de Benegas
Artículo 1: Habrá paz, armonía, y buena correspondencia entre Buenos Aires, Santa Fe, y sus Gobiernos, quedando aquellos, y éstos en el estado en que actualmente se hallan; sus respectivas reclamaciones, y derechos salvos ante el próximo Congreso Nacional.
Artículo 2: Los mismos promoverán eficazmente la reunión del Congreso dentro de dos meses remitiendo sus Diputados á la Ciudad de Córdoba por ahora, hasta que en unidad elijan el lugar de su residencia futura.
Artículo 3: Será libre el Comercio de Armas, Municiones, y todo artículo de guerra entre las partes contratantes.
Artículo 4: Se pondrán en plena libertad todos los Prisioneros que existiesen reciprocamente pertenecientes á los respectivos territorios con los vecinos, y hacendados extraídos de ellos.
Artículo 5: Son obligados los Gobiernos a remover cada uno en su territorio todos los obstáculos que pudieran hacer infructuosa la paz celebrada, cumpliendo exactamente las medidas de precaución con que deben estrecharse los vínculos de su reconciliación y eterna amistad.
Artículo 6: El presente tratado obtendrá la aprobación de los SS. Gobernadores en él día, y dentro de ocho siguientes, será ratificado por las respectivas Honorables Juntas representativas.
Artículo 7: Queda garante de su cumplimiento la Provincia mediadora de Córdoba, cuya calidad ha sido aceptada; y en su virtud -Subscriben los SS, que la representan, que tanto han contribuido con su oportuno influjo a realizarlo.
Fecho y sancionado en la Estancia del finado Dn. Tiburcio Benegas á las márgenes del Arroyo del Medio el día 24, de Nov. del año del Eor. 1820, II° de la libertad de Sud América.